# Иван Трайков (режисьор)
Вижте пояснителната страница за други личности с името Иван Трайков.
Иван Трайков е български режисьор и сценарист.

## Биография
Завършва е кино и ТВ режисура през 2001 в Нов български университет. Бил е режисьор и сценарист за БНТ във външните продукции „Киноцентърът представя: Понеделник 8½“, „Райска градина“, „За Вас потребители“ и „Кино по ноти“.
През периода 2005–2008 е бил преподавател по Кино и телевизионна режисура в Югозападния университет „Неофит Рилски“ в Благоевград и по документално кино в Нов български университет.
През 2007–2008 е бил режисьор и сценарист в ирландско-българската компания „Checkmate Marketing & Communications“. Автор е на множество корпоративни видеофилми, рекламни и музикални клипове, трейлъри и мейкинги.
Основно творчеството му е в територията на документалното кино.

## Филмография
Като режисьор
- Лорд Бънди от София (2014)
- Художникът и времето (2013) също и режисьор по монтажа
- Небесният покровител на България (2011)
- Щрихи от първия български парламент (2009) също и режисьор по монтажа
- Пътуващото училище на Тодор Гладков (2008) също и режисьор по монтажа
- Крайна точка неизвестна (2007)
- Джамалари (2006) също и режисьор по монтажа
- Българският полет (2006)
- Посока: читалище (2004)
- Огън и плам (2003)
- Имало едно време Жерка (2003)
- Среща (2003) игрална новела
- Закуска на тревата (2003)
- 35 мм спомени (2002)
- Следващо утро над родината (1997); също оператор и продуцент, документално-игрален

Като сценарист
- Пътуващото училище на Тодор Гладков (2008) съсценарист с Невелина Попова
- Крайна точка неизвестна (2007) съсценарист с Георги Друмев
- Джамалари (2006)
- Българският полет (2006) съсценарист с Митре Стаменов
- Огън и плам (2006) съсценарист с Митре Стаменов
- Имало едно време Жерка (2003)
- Следващо утро над родината (1997)

## Награди
- Първа награда за Най-добър исторически филм на Национален преглед на археологическите и исторически филми Пловдив 2009 за Щрихи от първия български парламент
- Специална награда на Международния Байкалски кинофестивал гр. Иркутск, Русия 2006 за Джамалари
- Номинация за Наградата на Джеймисън на Международен София Филм Фест 2004 за Закуска на тревата
- Номинация от Съюза на българските филмови дейци за Най-добър документален филм за 2000–2002 за 35 мм спомени
- Специална награда на журито на международния фестивал Велинград 2003 за 35 мм спомени
- Награда на Българската национална филмотека на Златен ритон 2003 за 35 мм спомени
- Награда за най-добър документален филм на международния фестивал Униарт Благоевград ’98 за Следващо утро над родината
- Голяма награда за най-добър филм на Артвизия Плевен ’98 за Следващо утро над родината